# ブラック・ヴィーナス 投資の女神
『ブラック・ヴィーナス　投資の女神』（ブラック ヴィーナス とうしのめがみ）は、城山真一による日本のミステリー小説。
第14回『このミステリーがすごい!』大賞の大賞受賞作で、著者の2作目となる作品。

## ストーリー
元銀行員の百瀬良太は県が管轄する「いしかわ金融調査部」で、金融関係の相談員として再就職したが、ある事がきっかけで「黒女神」との異名を持つ二礼茜と出会い、その助手となった。

## 主な登場人物
百瀬良太
元銀行員。銀行に失望してメガバンクを退職後、県が管轄する「いしかわ金融調査部」で、金融関係の相談員として再就職した
二礼茜
株取引の天才と言われる「黒女神」。大金と引き換えに、依頼人の最も大切なものを要求する。